# Silba cameronia
Silba cameronia är en tvåvingeart som beskrevs av Macgowan 2005. Silba cameronia ingår i släktet Silba och familjen stjärtflugor. Inga underarter finns listade i Catalogue of Life.